# Prémio P.E.N. Clube Português de Ensaio
O Prémio P.E.N. Clube Português de Ensaio é um prémio literário instituído pelo P.E.N. Clube Português. O prémio é atribuído a melhor obra publicada no ano anterior na modalidade de Ensaio, desde 1981.

## Vencedores
- 1981 - Jorge de Sena com Trinta anos de Camões
- 1982 – Joel Serrão com Fernando Pessoa. Cidadão do Imaginário
- 1983 – Luís de Sousa Rebelo com A Tradição Clássica na Literatura Portuguesa
- 1984 – Eduardo Lourenço com Poesia e Metafísica
- 1985 – Eduardo Prado Coelho com A Mecânica dos Fluídos; Fernando Gil com Mimésis e Negação
- 1986 – José Mattoso com Identificação de um País
- 1987 – Maria Alzira Seixo com A Palavra do Romance
- 1988 – Miguel Tamen com Hermenêutica e Mal-Estar
- 1989 – Maria Helena da Rocha Pereira com Novos Ensaios sobre Temas Clássicos na Poesia Portuguesa
- 1990 – Margarida Vieira Mendes com A Oratória Barroca de Vieira
- 1991 – António José Saraiva com A Tertúlia Ocidental;  Teresa Rita Lopes com Pessoa por Conhecer/ Roteiro para uma Exposição
- 1992 – Abel Barros Baptista com Em Nome do Apelo do Nome; Fernando Pinto do Amaral com O Mosaico Fluido
- 1993 – Vergílio Ferreira com Pensar
- 1994 – Manuel Frias Martins com Matéria Negra; Gustavo Rubim com Experiência da Alucinação
- 1995 – Boaventura Sousa Santos com Pela mão de Alice
- 1996 – Óscar Lopes com A Busca de Sentido
- 1997 – Fernando J. B. Martinho com Tendências Dominantes da Poesia Portuguesa da Década de 50; Joaquim Pais de Brito com Retrato de Aldeia com Espelho
- 1998 – Américo Lindeza Diogo com Modernismo, Readymade.Notícias das Trincheiras; Nuno Nabais com Metafísica do Trágico
- 1999 – Fernando Gil /Helder Macedo com Viagens do Olhar
- 2000 – Maria Filomena Molder com Semear na Neve – Sobre Walter Benjamin; Joaquim Manuel Magalhães com Rima Pobre – Poesia portuguesa de agora
- 2001 – António Guerreiro com O Acento agudo do presente; Maria João Reynaud com Metamorfoses da escrita
- 2002 – Maria Alzira Seixo com Outros Erros
- 2003 – Rui Estrada com O Céu Aberto do Senso Comum
- 2004 – Ana Paula Coutinho Mendes com Mediação Crítica e Criação Poética em António Ramos Rosa; Clara Rocha com O Cachimbo de António Nobre e Outros Ensaios
- 2005 – José Gil com Portugal Hoje. O Medo de Existir
- 2006 – Pedro Eiras com Esquecer Fausto
- 2007 – José Pedra Serra com Pensar o Trágico
- 2008 – José V. de Pina Martins com História de Livros para a História do Livro; António M. Machado Pires com Luz e Sombras no Século XIX em Portugal
- 2009 – Isabel Cristina Pinto Mateus com «Kodakização» e Despolarização do Real; Frederico Lourenço com Novos Ensaios Helénicos e Alemães
- 2010 – Fernando Guimarães com História do Pensamento Estético em Portugal; Manuel Gusmão com Finisterra – o Trabalho do Fim: reCitar a Origem
- 2011 – João Barrento com O Género Intranquilo: Anatomia   do Ensaio e do Fragmento; Jorge Vaz de Carvalho com Jorge de Sena: ‘Sinais de Fogo’ como Romance de Formação
- 2012 – Rosa Maria Martelo com O Cinema na Poesia; Fernando Rosas com Salazar e o Poder, a Arte de Saber Durar [2]
- 2013 – Diogo Ramada Curto com  Para Que Serve a História? [3]
- 2014 – Diogo Ramada Curto com O que é a História[4]
- 2015 – Mário de Carvalho com Quem disser o contrário é porque tem razão[5]
- 2016 - Paulo de Medeiros com “O Silêncio das Sereias: Ensaio sobre o Livro do Desassossego e Marinela Freitas com Emily Dickinson e Luiza Neto Jorge: Quantas Faces?[6]
- 2017 - Rui Miguel Mesquita com A Situação e a Substância: cinco ensaios sobre a ficção de Virginia Woolf e de Maria Velho da Costa[7]